# ارتش هجدهم (ورماخت)
ارتش هجدهم (به آلمانی: 18. Armee) یکی از ارتش‌های میدانی نیروی زمینی آلمان در دوره رایش سوم بود که در جنگ جهانی دوم به عملیات پرداخت.

## تشکیل
ارتش هجدهم روز ۴ نوامبر سال ۱۹۳۹ با تغییر عنوان قرارگاه "منطقه مرزی مرکز" تشکیل شد.

## تاریخچه عملیاتی

### شوروی
ارتش هجدهم به فرماندهی ارتشبد گئورگ فن کوشلر، متشکل از ۷ لشکر پیاده‌نظام با مجموع توان قریب به ۱۲۰ هزار نفر هنگام آغاز عملیات بارباروسا در جناح شمالی گروه ارتش شمال در خط مرزی به طول ۱۰۰ کیلومتر از غرب تواراگه تا دریای بالتیک مستقر گشته بود. قرارگاه این ارتش در ماتسیکن قرار داشت.
ماموریت ارتش هجدهم پاکسازی منطقه بالتیک از نیروهای ارتش سرخ و محافظت از جناح چپ گروه زرهی ۴ بود. این ارتش می‌بایست با رخنه در استحکامات مرزی شوروی، در هماهنگی با نیروهای زرهی به سمت رود دوینا پیشروی می‌کرد و گذرگاه‌هایی بر آن به دست می‌آورد تا عناصر باقیمانده دشمن در غرب این رود را محاصره و منهدم نماید. ارتش هجدهم می‌بایست ریگا، پایتخت لتونی از جانب شرقی رود دوینا احاطه کرده و به تصرف درمی‌آورد.

#### منطقه بالتیک
با آغاز عملیات در روز ۲۲ ژوئن سال ۱۹۴۱، ارتش هجدهم با تصرف شیاولیای در ۲۶ ژوئن و ونتسپیلس مدت کوتاهی پس از آن، در عرض ۱۰ روز ۲۴۰ کیلومتر پیشروی کرده و با گذر از رود دوینا در روز ۳۰ ژوئن، روز نخست ماه ژوئیه مقابل دفاع حداقلی، ریگا را به سلطه خود درآورد. در این شرایط ارتش هشتم شوروی از سه طرف در جنوب شرقی ریگا در محاصره نیروهای گروه زرهی ۴ و ارتش هجدهم قرار گرفته بود. ارتش هجدهم سعی داشت با ایجاد یگان‌های پرسرعت تا ترکیب تمامی کامیون‌ها و توپ‌های تهاجمی سپاه‌های ۱ و ۲۴، این نیروی دشمن را به محاصره کامل بیندازد که پس از سه روز با نگرانی فرمانده آن از امکان از بین رفتن این گروه کوچک در مقابل نیروهای قدرتمندتر دشمن و کاهش سرعت یگان‌های ارتش هجدهم، قوای ارتش سرخ موفق شدند با عقب‌نشینی در موازات حرکت تعقیب‌کنندگان از محاصره بگریزند.
در ادامه، ارتش هجدهم می‌بایست پس از رسیدن به ناحیه غرب جاده استروف-پسکوف به سمت شمال می‌چرخید تا گروه زرهی ۴ را دنبال کند. مأموریت این ارتش سلطه بر استونی و تصرف تالین، پالدیسکی و جزایر هیوما و سارما بود. ارتش هجدهم متعاقبا می‌بایست یک سپاه به سمت ناحیه کینگیسپ می‌فرستاد تا جناح غربی گروه زرهی ۴ را آزاد کند. پس از مدتی توقف جهت سازمان‌دهی مجدد نیروها، ارتش هجدهم ورود به استونی را از روز ۲۲ ژوئیه آغاز کرد و همان روز پولتساما را تصرف کرد. نیروهای این ارتش با حرکت به سمت یوگوا به دنبال منزوی کردن قوای ارتش سرخ در نزدیکی تارتو بودند. با رسیدن ارتش هجدهم به دریاچه پیپوس در موستوی، اقدام با تاخیر دشمن در عقب‌نشینی به جایی نرسید تا سه لشکر شوروی به محاصره بیفتند. مبارزه به شکل مداوم در جریان بود و اقدام مکرر نیروهای دشمن برای خروج از محاصره دفع شد. در نهایت ۲۷ ژوئیه ۸۸۰۰ نفر از عناصر باقیمانده دشمن وادار به تسلیم به ارتش هجدهم گشتند. پیشروی به سمت شمال با قرار گرفتن سپاه ۴۲ در جناح چپ و سپاه ۲۶ در جناح راست از روز ۲۹ ژوئیه ادامه پیدا کرد. تاپا روز ۴ اوت به تصرف درآمد و سه روز بعد نیروهای ارتش هجدهم خود را در کوندا به ساحل خلیج فنلاند رساندند. این نیروها سپس به سرعت به سمت ناروا پیش رفتند و در ۱۶ اوت بر آن مسلط شدند. در جانب غرب سپاه ۴۲ حوالی تالین مستقر شده بود. نبرد تالین روز ۱۹ اوت آغاز گشت. پیشروی نیروهای ارتش هجدهم به کندی صورت می‌گرفت. روز ۲۵ اوت این نیرو وارد تالین شدند. نیروهای شوروی از ۲۹ اوت شروع به تخلیه دریایی این شهر کردند.

#### روسیه
سپاه ۱ از ارتش هجدهم روز ۳۰ ژوئیه سال ۱۹۴۱ شیمسک را به تصرف خود درآورد. ارتش هجدهم تا پایان ماه سپتامبر خود را به دریاچه لادوگا رساند و لنینگراد را به محاصره انداخت. در این زمان قصدی برای تهاجم مستقیم خسارت‌بار به این شهر وجود نداشت و به محاصره بسنده شد.

## فرماندهان
- گئورگ فن کوشلر
- گئورگ لیندمن
- هربرت لوخ
- ارنفرید اسکار بوگه

## سازمان
- یگان‌های ارتش هجدهم در روز ۲۲ ژوئن سال ۱۹۴۱[۹]:
  - لشکر دویست و نود و یکم پیاده‌نظام
  - سپاه ۱
    - لشکر یکم پیاده‌نظام
    - لشکر یازدهم پیاده‌نظام
    - لشکر بیست و یکم پیاده‌نظام

  - سپاه ۲۶
    - لشکر شصت و یکم پیاده‌نظام
    - لشکر دویست و هفدهم پیاده‌نظام

  - سپاه ۳۸
    - لشکر پنجاه و  هشتم پیاده‌نظام